# Otto von Munthe af Morgenstierne (historiker)
 Der er flere personer med dette navn, se Otto von Munthe af Morgenstierne.
Bredo Otto Anton von Munthe af Morgenstierne (6. marts 1871 i København – 20. maj 1945 sammesteds) var en dansk personalhistoriker, far til Bredo von Munthe af Morgenstierne.

## Karriere
Hans forældre var premierløjtnant, senere kaptajn af Flåden, kammerjunker Otto Ludvig Michael von Munthe af Morgenstierne (1831-1899) og baronesse Anna Helene Mariane Løvenskiold (1839-1921). Han blev student fra Metropolitanskolen 1890 og cand. jur. 1898. Han var derefter ansat i Københavns Magistrats 3. afdeling fra 1899, og ved oprettelsen af Kongeriget Danmarks Hypotekbank 1906 blev han ansat som assistent, året efter udnævnt til fuldmægtig og 1909 til ekspeditionssekretær; 1936 tog han sin afsked. Han blev kammerjunker 1901 og Ridder af Dannebrog 1931.
Ved moderens død 1921 tiltrådte han besiddelsen af det Munthe-Morgenstierne-Løvenskiold'ske Fideikommis. Han var desuden formand for Urne-Legatet fra 1919, medlem af repræsentantskabet for Den ophævede civile og adskillige Stænders Enkekasse fra 1926 og kommissær for samme fra 1931.

## Genealog
Munthe af Morgenstierne skrev hovedsageligt om adels- og arkitekturhistoriske emner. Blandt hans bøger kan nævnes værker om Nicolai Eigtved (1924) og Odd Fellow Palæet i København (1926) og af egentlig personalhistoriske emner stamtavlen over de Cicignon og generalmajor Johan Caspar de Cicignons liv og levned (begge i Personalhistorisk Tidsskrift 1921), samt den dygtigt gennemførte studie over Woldemar Løvendal og Ulrik Frederik Gyldenløves descendens (sst. 1923), hvortil 1938 kom bogen om feltmarskal Michael Numsen og hans tid.
Hans hovedbidrag til genealogien var undersøgelsen om den norske adels stilling i forhold til dansk adel (i Personalhistorisk Tidsskrift, 9. række, I, 1929), hvori han imødegik norske personalhistorikeres angreb på Danmarks Adels Aarbog og betonede den norske adels erkendelse af fællesskabet mellem de to lande.

## Ægteskaber
Han blev gift 1. gang 22. november 1910 i Kastelskirken med Ella Caroline Hinrichsen (født 27. januar 1885 på Frederiksberg), datter af tømrermester, senere entreprenør Hans Christian Frederik (Fritz) Hinrichsen (1851-1913) og Ida Caroline Flyger Møgelberg (1855-1935). Ægteskabet blev opløst 1916. 2. gang ægtede han 20. januar 1917 i Bygdø Kapel Martha Marie Paus (22. november 1876 i Kristiania), datter af grosserer, adm. direktør for Den norske Kreditbank Ole Paus (1846-1931) og Birgitte Halvordine Schou (1848-1923).
Han døde 1945. Der findes en miniature af Svend Rønne fra ca. 1920 og et portrætmaleri af Preben Knuth 1937.